# Fundació Princesa d'Astúries
La Fundació Princesa d'Astúries (FPA) —fins al 2014 anomenada Fundació Príncep d'Astúries; en el moment de la seva creació, la Fundació Principat d'Astúries— es va constituir a la ciutat d'Oviedo el 24 de setembre de 1980 en un acte presidit pel llavors príncep Felip de Borbó, que comptava en aquell moment amb dotze anys.
El 19 de juny del 2014, amb la proclamació de Felip com a rei d'Espanya, la seva filla Elionor va assumir el títol de princesa d'Astúries com la seva hereva. A l'octubre d'aquell any el patronat de la fundació va aprovar un canvi de denominació tant de la institució com els premis homònims que passarien a ser Princesa d'Astúries. Els canvis es van fer efectius després del lliurament dels premis de l'edició de 2014.